# Roeselia togatulalis
Roeselia togatulalis är en fjärilsart som beskrevs av Jacob Hübner 1837. Roeselia togatulalis ingår i släktet Roeselia och familjen trågspinnare. Inga underarter finns listade.